# Женевська конвенція 1864
Женевська конвенція про поліпшення долі поранених на полі бою 1864 — міжнародно-правовий документ, ухвалений 22 серпня 1864 на міжнародній конференції, скликаній Федеральною радою Швейцарії на пропозицію Женевського (тепер Міжнародного) Комітету Червоного Хреста.
Важливі нововведення:
- лікарі та медсестри не повинні вважатися учасниками бойових дій і не підлягають захопленню у полон;
- заохочувалися дії мирного населення, спрямовані на допомогу пораненим;
- гарантувався догляд за пораненими і хворими, незалежно від того, на чиєму боці вони воювали;
- знак Червоного Хреста на білому полі повинен був означати, що там, де його встановлено, розташовані госпіталі та медперсонал, яким має бути забезпечений захист і піклування.